# Liste des affluents droits du Maroni
Cet article fait la liste des affluents droits du Maroni.
En aval de Grand-Santi, le premier affluent est la rivière Abounamy.
Après Langa Tabiki, le Maroni reçoit trois criques : la Sparouine la Serpent et la Balaté.